# ロジャー・シャンク
ロジャー・シャンク（Roger Schank、1946年 - 2023年1月29日）は、アメリカ合衆国の人工知能学者、認知心理学者、学習科学者、教育改革者、起業家である。

## 学界での経歴
テキサス大学オースティン校で言語学の博士号を取得。スタンフォード大学を経てイェール大学で教職を務めている。1974年、イェール大学で計算機科学と心理学の教授に就任。1981年、同大学計算機科学部の学部長とイェール人工知能プロジェクトのリーダーになった。
1989年、アクセンチュアでの研究開発への10年におよぶ貢献から3000万ドルを授与されたため、それを資金としてイェール大学の同僚25人を引き連れてシカゴのノースウェスタン大学に移り、学習科学研究所 (Institute for the Learning Sciences, ILS) を創設した。ILSにはIBMやアメリテックといった企業スポンサー、さらにはアメリカ陸軍やEPAといった政府機関のスポンサーもついた。ILSでは主に従業員教育用の教育ソフトウェアの開発に注力。ILSは後に同大学教育学部に吸収された。
2002年にカーネギーメロン大学がシリコンバレー・キャンパスを創設したとき、シャンクが役員に就任した。2005年、ドナルド・トランプのトランプ大学の役員に就任し、eラーニングのカリキュラムの設計と実装を監督した。
2008年、バルセロナのラモン・リュイ大学大学院のビジネス工学研究科でMBA学生に起業などについて教えるストーリー中心のカリキュラム (story-centered curriculum, SCC) を構築した。

## 起業
イェール大学時代の1979年、人工知能のブームを予測してそれを利用し、Cognitive Systems という会社を創業。同社は1986年に株式公開された。個人的都合により1988年に会長および社長職を辞したが、取締役兼相談役として関わり続けた。
1994年、Cognitive Arts Corporation を創業し（当初の社名は Learning Sciences Corporation）、ILSで開発されたソフトウェアの販売を行った。同社は2003年に売却された。
2001年、企業や学校にeラーニングソフトウェアを販売する Socratic Arts を創業。

## 教育改革
シャンクは教育システムが壊れていると信じており、ソフトウェアによって教育手段を置換する必要があるとしている。そのため2001年に Engines for Education という非営利団体を設立して小中学校向けのソフトウェアの設計開発を行い、Virtual International Science and Technology Academy (VISTA) をホスティングしている。

## 影響
シャンクは1970年代から1980年代にかけて、人工知能と認知心理学の分野で活躍した。それらの分野での業績としては、記憶や推論における認知主義的観点に挑戦するCD理論と事例ベース推論がある。
1969年、自然言語理解のためのCD理論を提唱。このモデルは言語学者シドニー・ラムの研究成果を踏まえたものであり、イェール大学でシャンクの指導を受けた学生らがこれを多用した。
事例ベース推論 (CBR) はシャンクのダイナミックメモリのモデルに基づいており、ジャネット・コロドナーのCYRUSやマイケル・レボウィッツのIPPといった初期のCBRシステムの基盤となった。
CBRの他の学派や密接に関連する周辺分野が1980年代に出現し、法的推論におけるCBR、メモリに基づく推論（超並列マシン上での事例からの推論）、CBRと他の推論技法の組合せといった研究が行われた。1990年代、CBRへの関心が高まり、1995年にはCBRについての国際会議が開催され、ヨーロッパ各国でもCBRワークショップが開催された。
CBRからいくつかの実用システムが生まれ、成功している。初期の例としてロッキードのCLAVIERがあり、産業用対流炉で複雑な部品群を焼く際の部品配置を決めるシステムである。CBRは、コンパックのSMARTシステムなどといったヘルプデスク用アプリケーションソフトウェアで幅広く使われており、医療分野でも応用されている。

## 著作
- Schank, Roger. Teaching Minds: How Cognitive Science Can Save Our Schools. NewYork: Teachers College Press, 2011, ISBN 978-0-8077-5266-1 (paper) and ISBN 978-0-8077-5267-8 (hardcover).
- Schank, Roger, Dimitris Lyras and Elliot Soloway. The Future of Decision Making: How Revolutionary Software Can Improve the Ability to Decide. New York: Palgrave Macmillian, 2010. ISBN 978-0-230-10365-8
- Schank, Roger. Lessons in Learning, e-Learning, and Training: Perspectives and Guidance for the Enlightened Trainer. Pfeiffer, 2005. ISBN 0-7879-7666-0.
- Schank, Roger. Scrooge Meets Dick and Jane. Mahwah: Lawrence Erlbaum, 2001, ISBN 0-8058-3877-5.
- Schank, Roger. Dynamic Memory Revisited, 2nd Edition. New York: Cambridge University Press, 1999, ISBN 0-521-63398-2.
- Schank, Roger and Gary Saul Morson. Tell Me A Story: Narrative and Intelligence. Northwestern University Press, 1995. ISBN 0-8101-1313-9.
- Schank, Roger and Chip Cleary, Engines for Education. Hillsdale, NJ: Lawrence Erlbaum, 1995.
- Schank, Roger. The Connoisseur's Guide to the Mind: How we think, How we learn, and what it means to be intelligent. Summit Books, 1991.
- Schank, Roger. Tell Me A Story: A new look at real and artificial memory. Scribners, 1990.
- Schank, Roger and Peter Childers. The Creative Attitude: Learning to Ask and Answer the Right Questions. MacMillan Publishing Company, 1988, ISBN 0-02-607170-3.
- Schank, Roger. The Cognitive Computer: On Language, Learning and Artificial Intelligence. Reading: Addison Wesley, 1984.
- Schank, Roger. Dynamic Memory: A Theory of Learning in Computers and People. New York: Cambridge University Press, 1982.
- Schank, Roger and Robert P. Abelson. Scripts, plans, goals and understanding: An inquiry into human knowledge structures, Erlbaum, 1977. ISBN 0-470-99033-3.
- Schank, Roger. Conceptualizations underlying natural language. In Computer Models of Thought and Language, R. Schank & K. Colby, eds. San Francisco: W.H. Freeman, 1973.